# عاريات العيون
عاريات العيون (الاسم العلمي: Gymnophthalmidae)، فصيلة سحالي من رتبة الحرشفيات تضم ما لا يقل عن 250 نوعًا. أعطانها في أمريكا الوسطى وأمريكا الجنوبية.